# Steve Reid
Steve Reid (* 29. Januar 1944 in New York City; † 13. April 2010 ebenda) war ein US-amerikanischer Schlagzeuger.

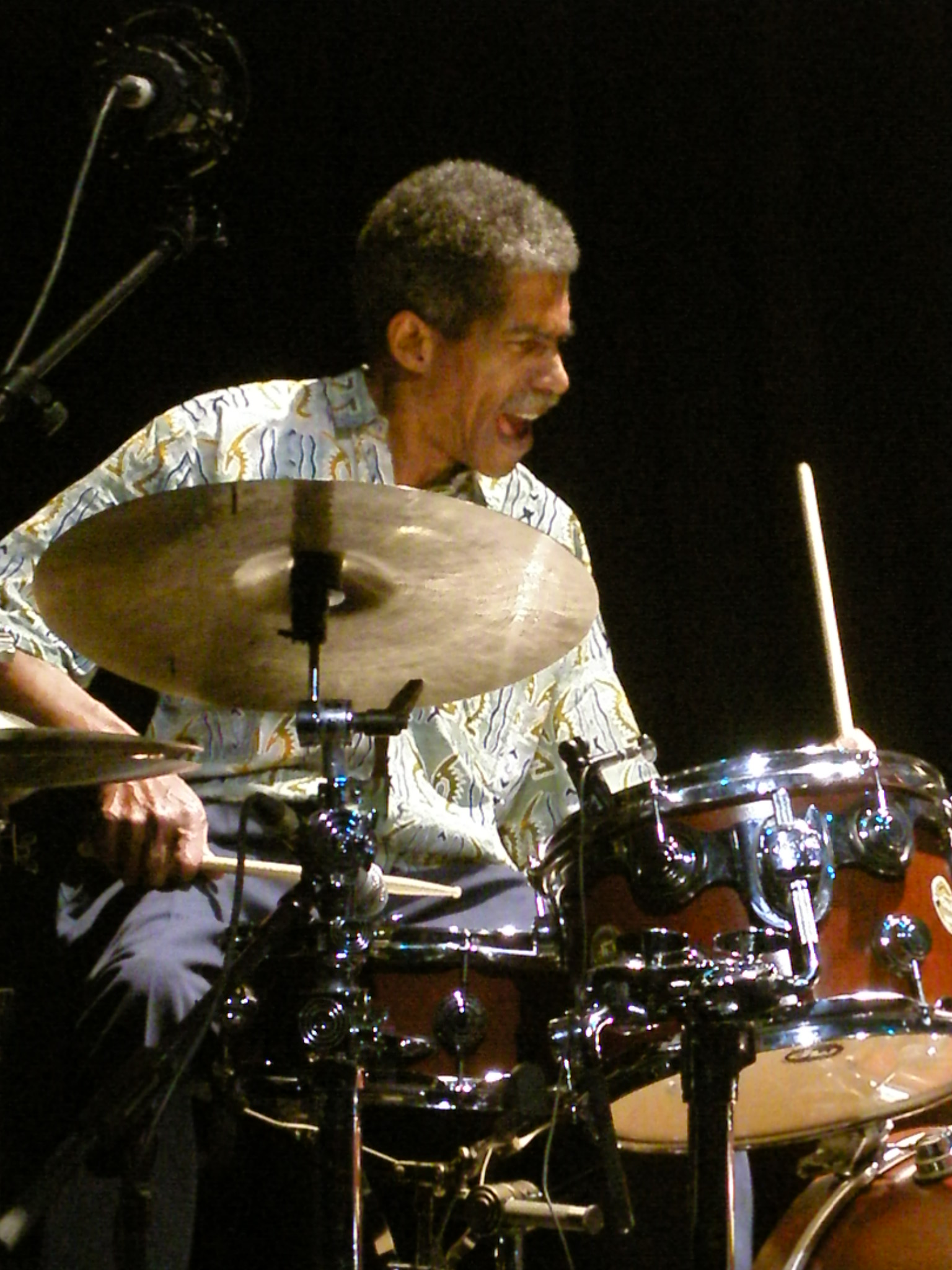
Steve Reid 2008

## Biografisches
1965 machte Reid seinen Abschluss (B.A. degree) an der Adelphi University, Garden City/New York.
Er war der erste Jazz-Musiker, der (unter Vorsitz von Nancy Hanks) das erste Stipendium der National Endowment for the Arts erhielt. Als professioneller Musiker war er Mitglied bei Broadcast Music Incorporated (BMI), American Federation of Musicians Local 802 of the AFL-CIO (seit 1965), Black Music Association und Jazz Foundation.
Erste Aufnahmen erfolgen 1961 mit Martha & the Vandellas („Heatwave“ / Motown Records) in der Apollo Theatre House Band unter Quincy Jones. Seitdem folgten über 30 Aufnahmen als Leader oder Sideman, u. a. mit Charles Tyler (Saga of the Outlaws, 1976), Fela Kuti, James Brown z. B. („Popcorn“), Sun Ra (Sun Ra’s The Science Myth Solar Arkestra) und Miles Davis.
Bis 1969 lebte Reid drei Jahre in Afrika, wo er u. a. im Auftrag mehrerer Regierungen (z. B. von Nigeria, Liberia, Senegal, Elfenbeinküste, Marokko und Ägypten) Konzerte gab.
Seit den 1970er-Jahren hatte er ein eigenes Label, Mustevic Records, für das er Alben wie Nova (1976) und Rhythmatism aufnahm. 1979 erschien das Trioalbum Visions of the Third Eye, das er mit Brandon Ross (Gitarre) und David Wertman (Bass) unter der Bandbezeichnung New Life eingespielt hatte.
Ab 2000 folgten zahlreiche Aufnahmen mit Größen der Jazz-Szene in Europa, u  a. „Waves“, „Invitations“ und "Spirit Walk" (2005 mit Chuck Henderson und Ensemble) für Souljazz-Records (London) um sein Trio mit Boris Netsvetaev (St. Petersburg/Hamburg) und Chris Lachotta (München) sowie "Live In Europe" (2002 mit Lena Bloch, Tenorsaxophon, statt Henderson) und "A Drum Story" (Solo 2003).
Reid lebte in Europa, zunächst in München, die letzten Jahre in Lugano/Schweiz. Er hatte regelmäßige Auftritte auf dem Festland (insbesondere in Deutschland und Benelux) und in London (Tour im November 2005), im April 2006 auch wieder eine Tour quer durch die USA (New York, Boston, San Francisco und Los Angeles).

### Stil
Reids Spiel ist stark beeinflusst von afrikanischen Rhythmen und modalen Harmonien von John Coltrane.
Vielleicht wird sein Stil am treffendsten beschrieben mit dem Titel einer seiner LPs in den 1970ern (inzwischen wiederveröffentlicht bei Souljazz Records):
„Rhythmatism“!

## Kollegen über Steve Reid
"Steve Reid is one of the greatest living drummers. He has played with Sun Ra, knew Coltrane, played at Motown. I mean this is a guy who at 19 was playing drums with Fela Kuti in Africa. It’s a creative joy and honour to work with him." 

(Steve Reid ist einer der größten lebenden Schlagzeuger. Er spielte mit Sun Ra, kannte Coltrane, spielte bei Motown. Hey, das ist ein Kerl, der mit 19 in Afrika mit Fela Kuti Schlagzeug spielte. Es ist eine Freude und Ehre, mit ihm zu arbeiten.)

– Kieran Hebden (Four Tet) –